# Hasilpur
Hasilpur (Urdu حاصل پور) ist eine Stadt im Distrikt Bahawalpur in der Provinz Punjab in Pakistan.

## Geschichte
Hasilpur ist so alt wie Bahawalpur. Hasilpur wurde 1752 von Khan Hasil gegründet. Er baute hier 1768 eine Moschee. Die heutige Gemeinde wurde 1976 gegründet. Nach der Unabhängigkeit Pakistans wanderten die Minderheiten der Hindus und Sikhs nach Indien aus, gleichzeitig ließen sich muslimische Flüchtlinge aus Indien in Hasilpur nieder.

## Galerie

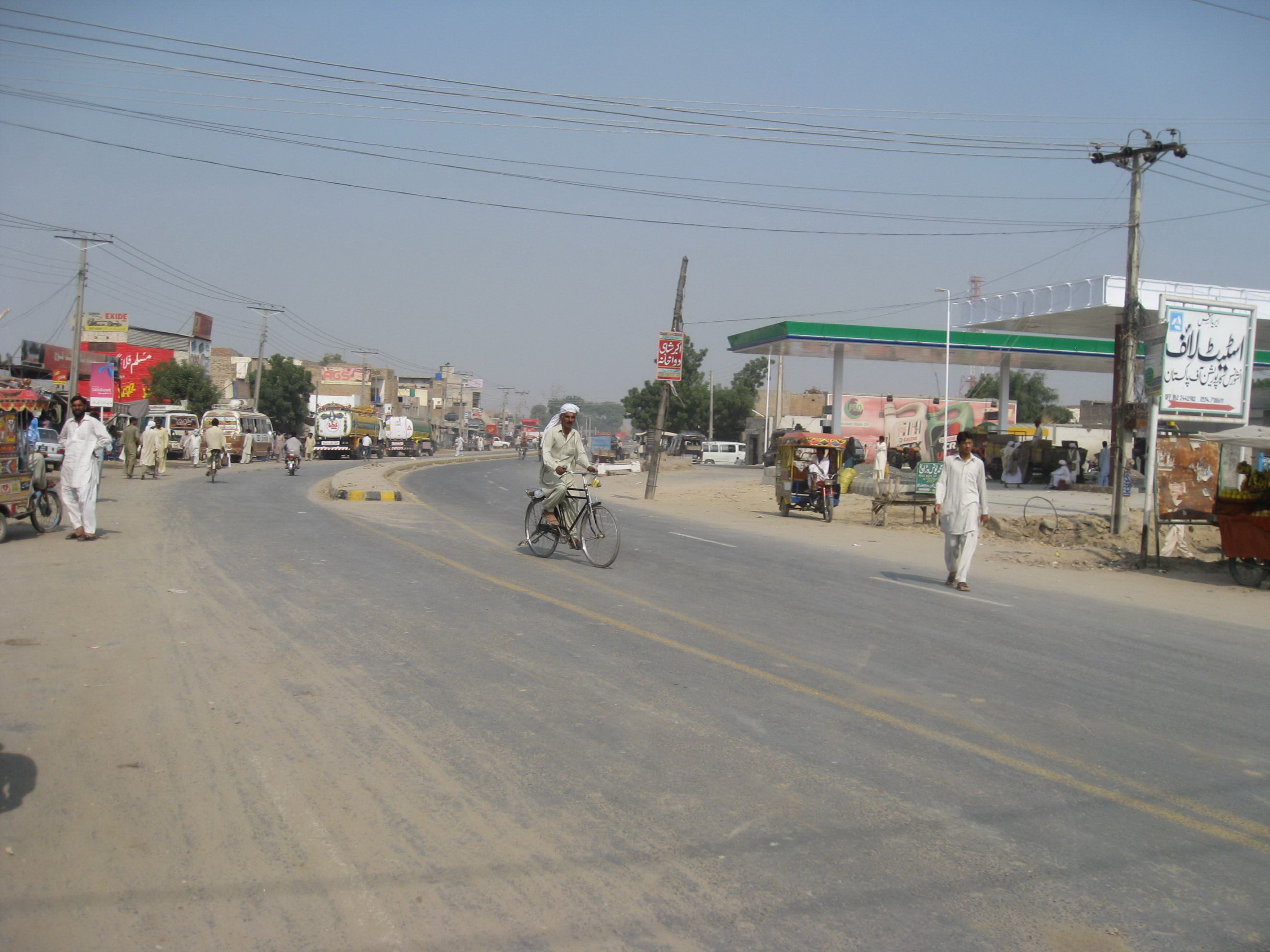
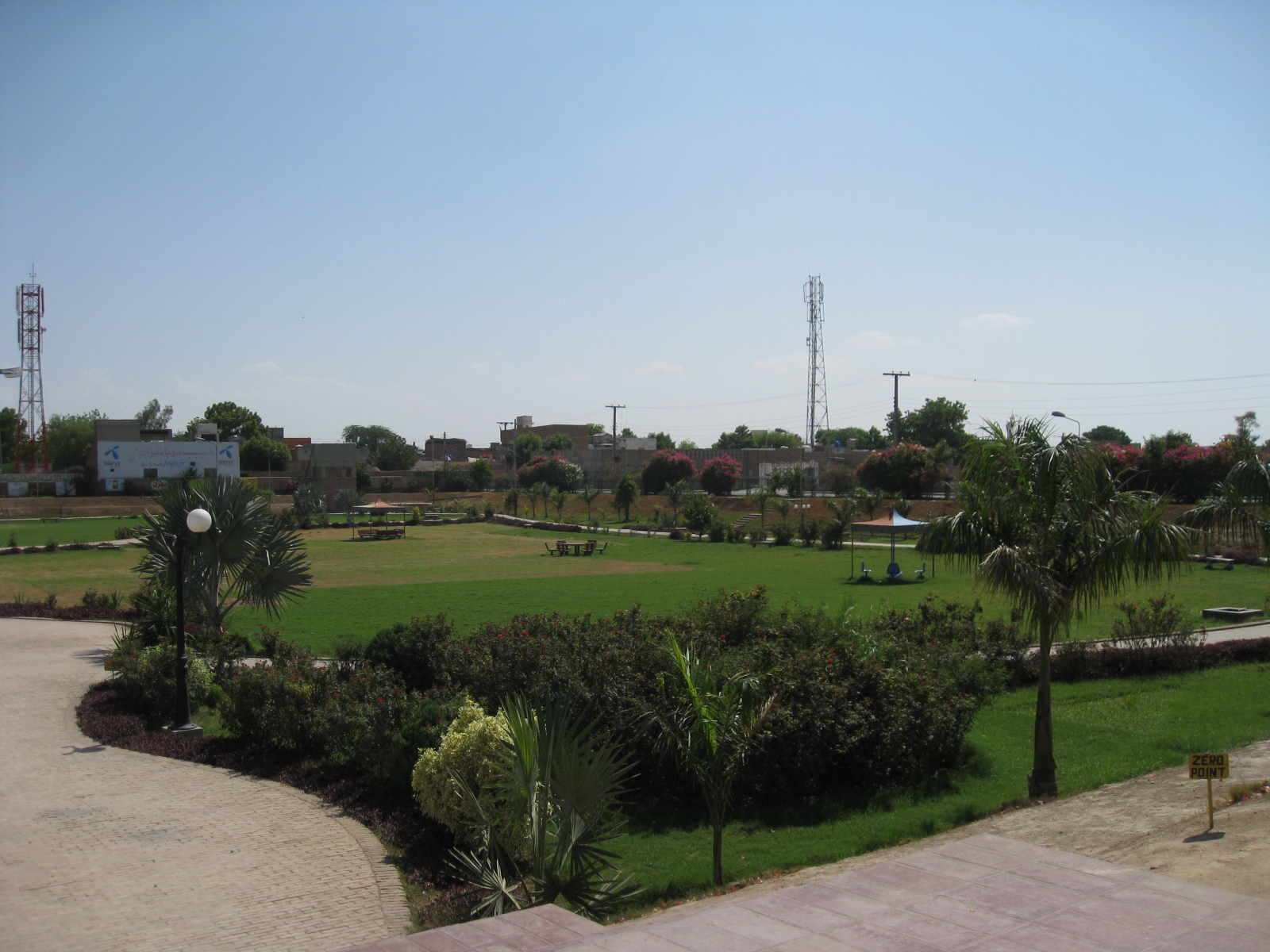
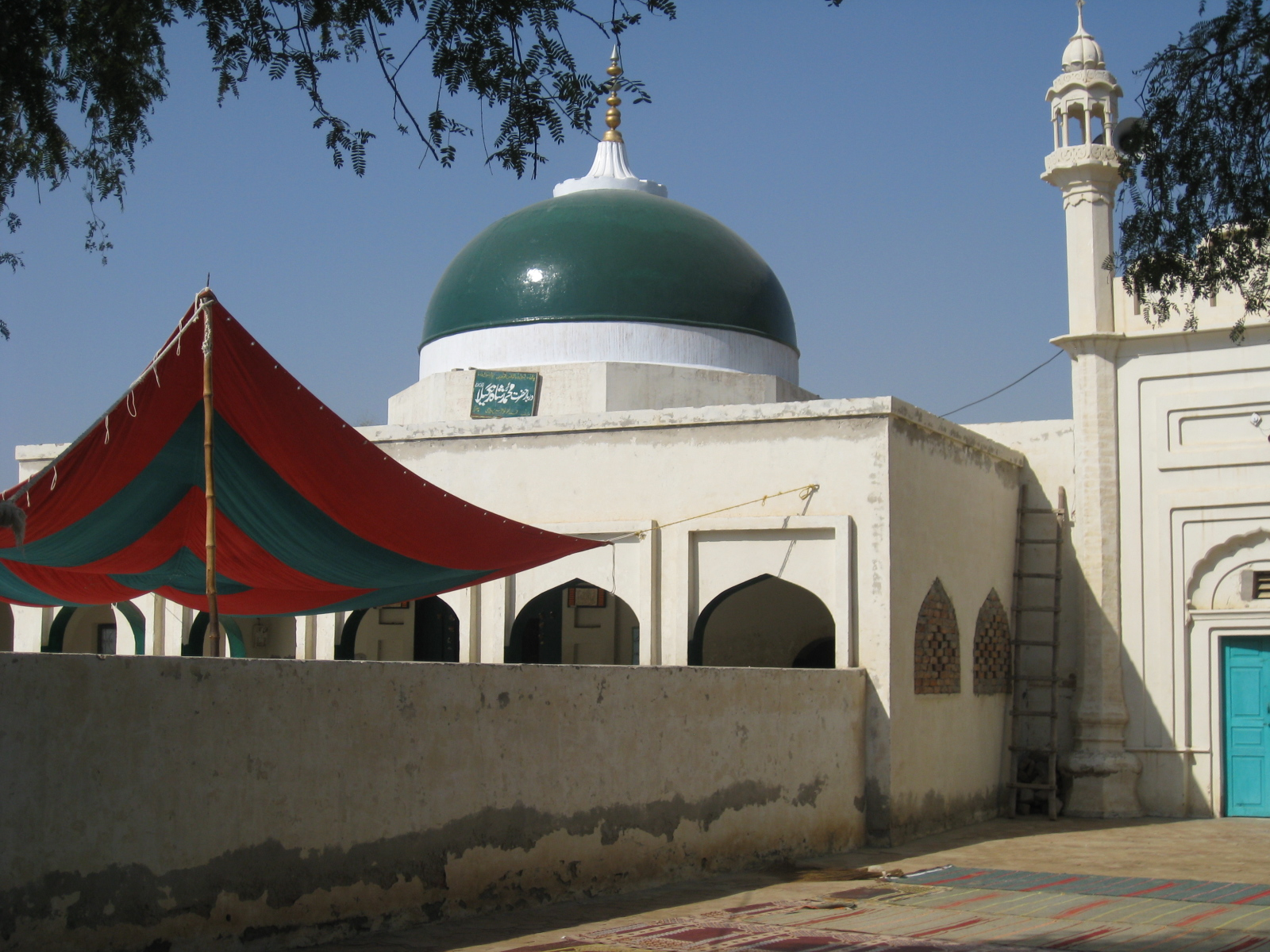
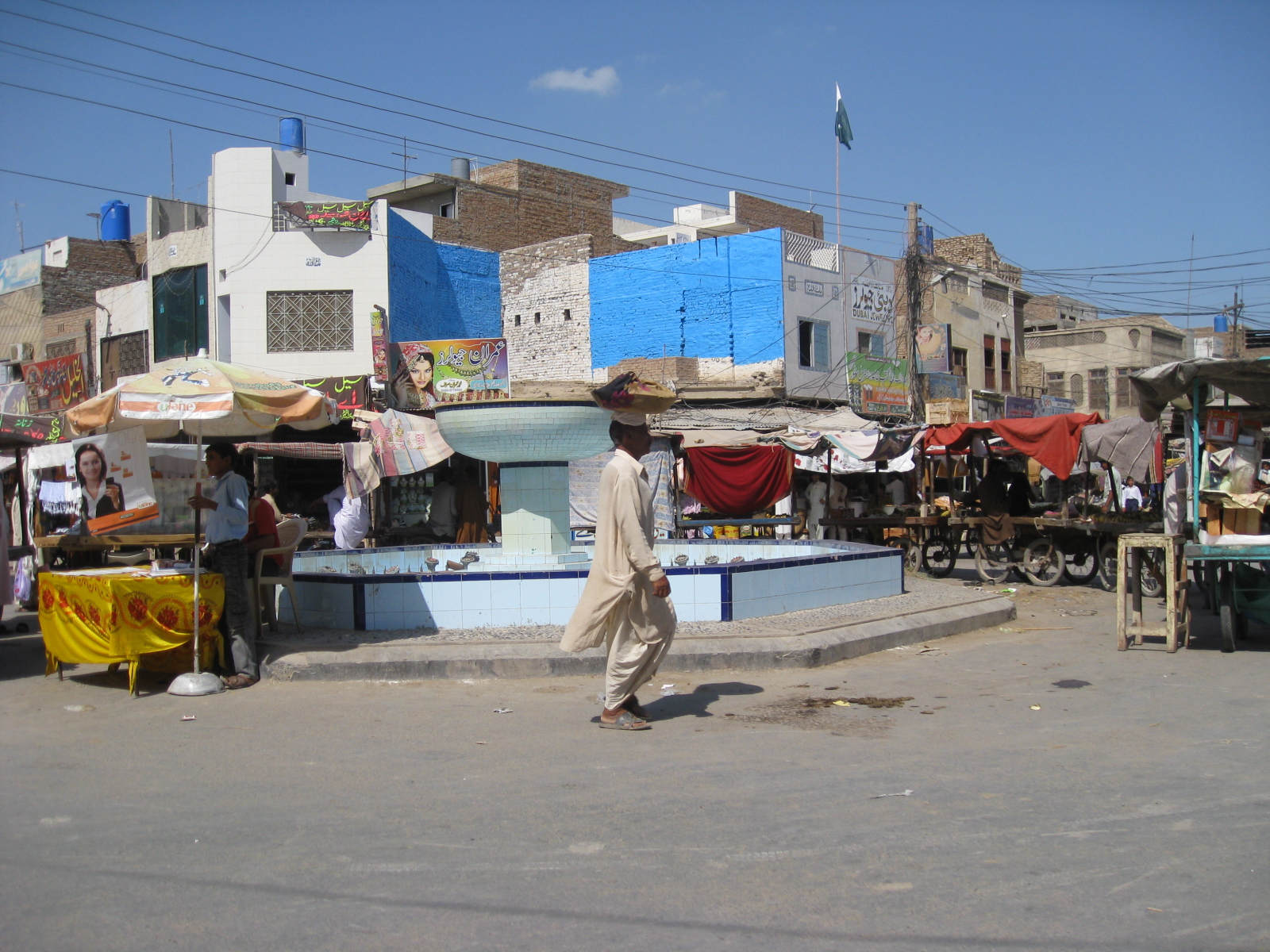
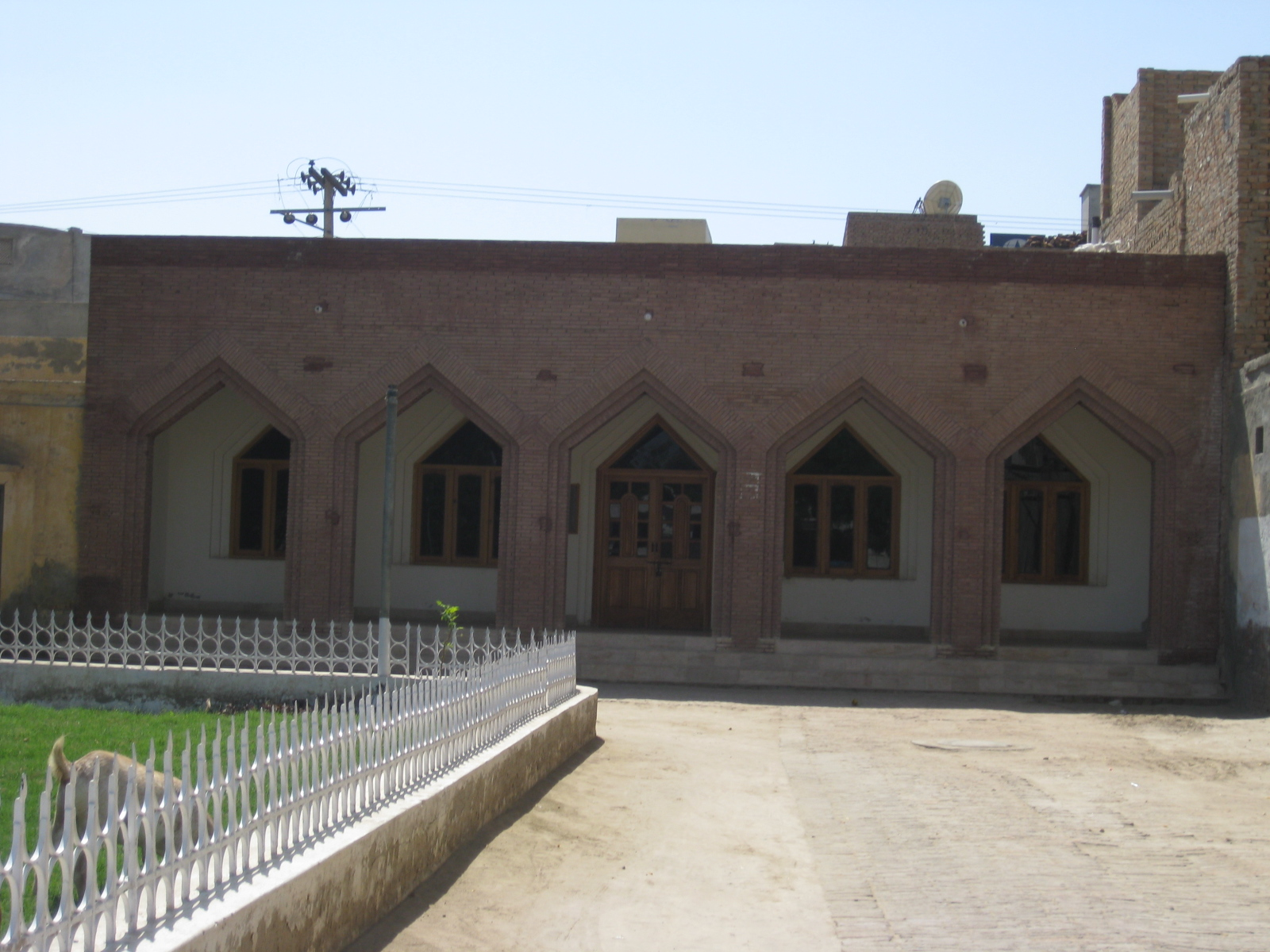
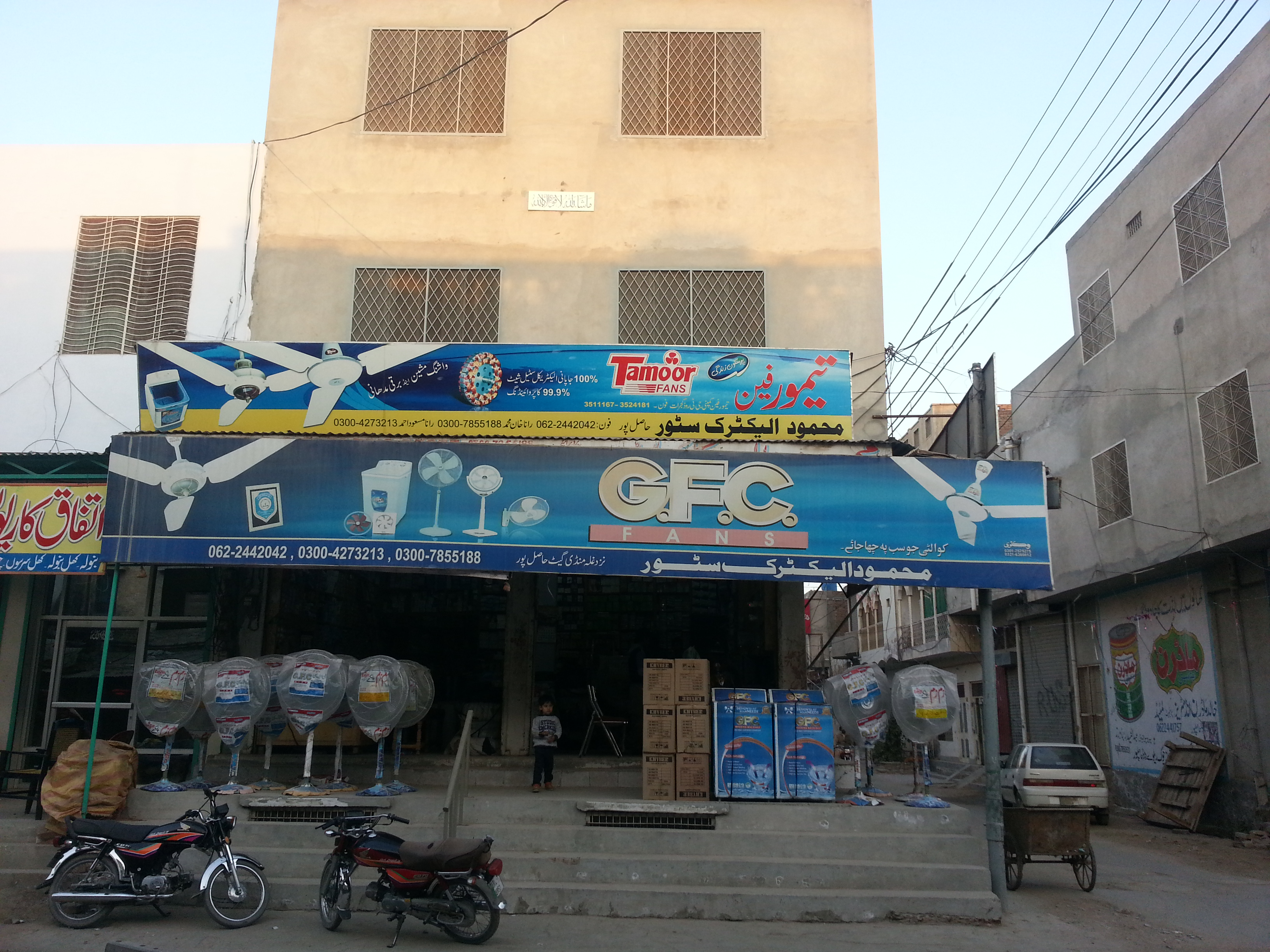
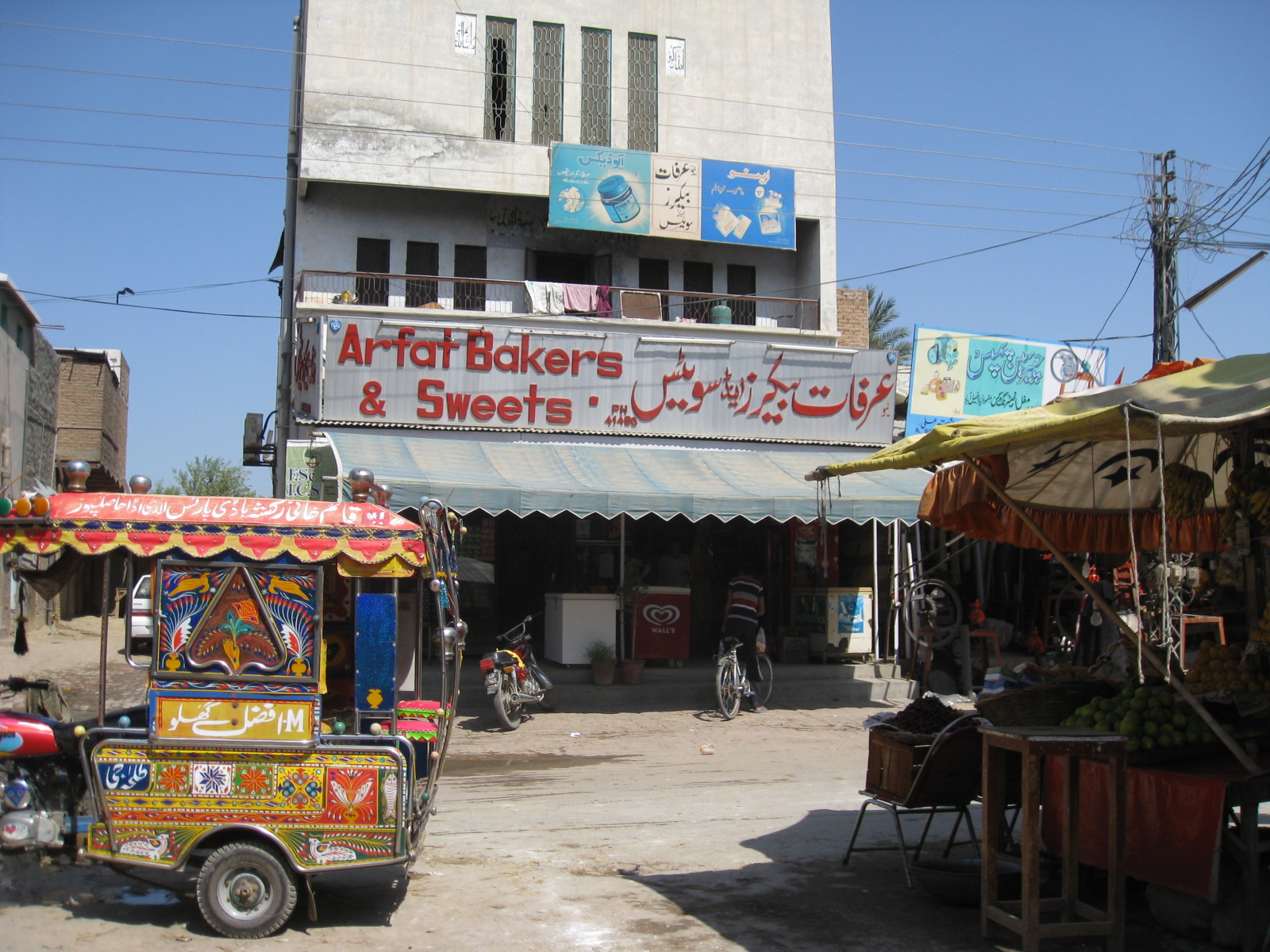
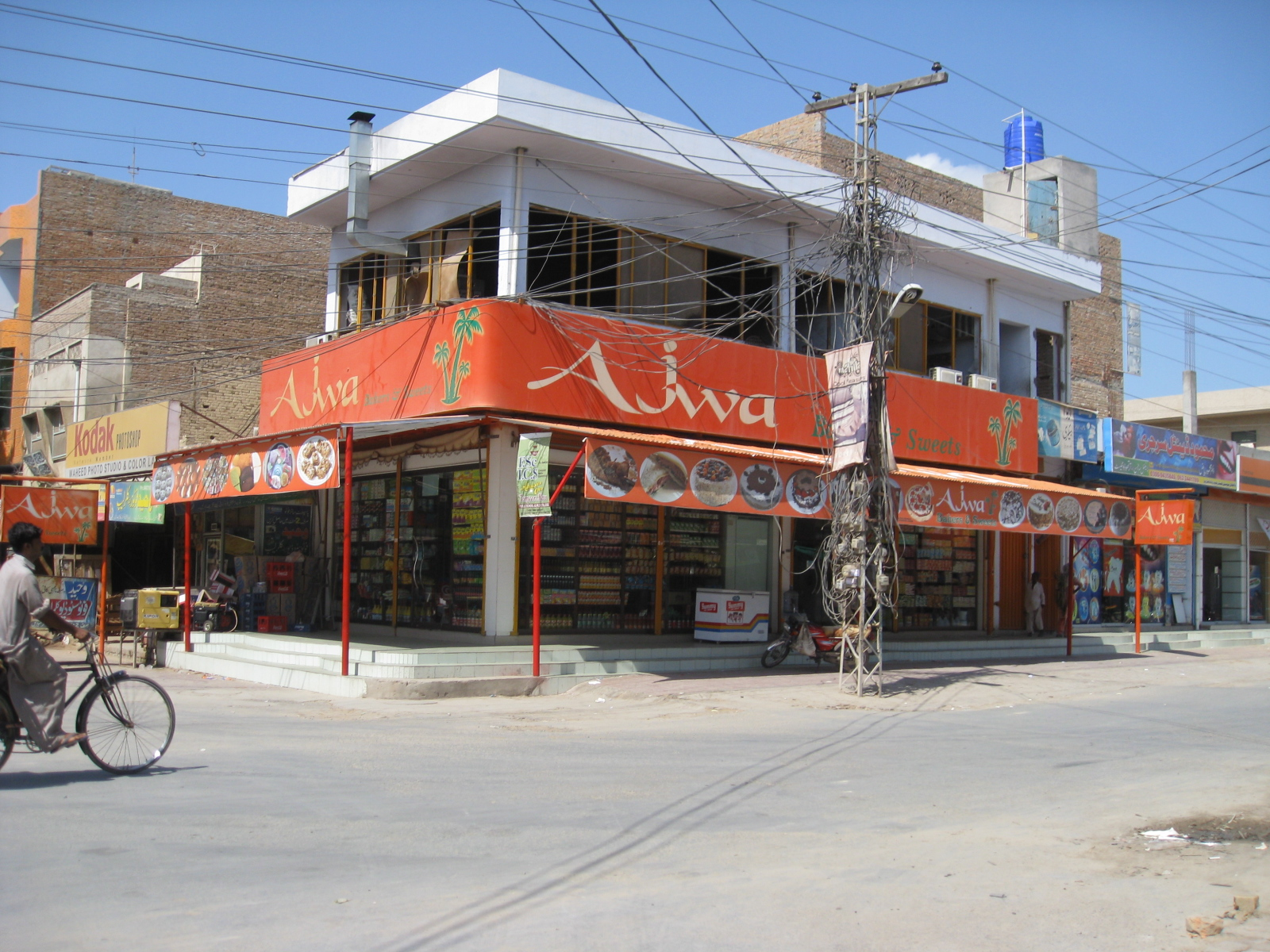

## Bevölkerungsentwicklung
| Zensusjahr | Einwohnerzahl |
| ---------- | ------------- |
| 1972       | 15.742        |
| 1981       | 37.026        |
| 1998       | 71.295        |
| 2017       | 115.536       |